# Shuhei Otsuki
Shuhei Otsuki (大槻 周平 Otsuki Shuhei?, 26 de mayo de 1989, Fukuchiyama) es un futbolista japonés que se desempeña como delantero en el JEF United Chiba, de la J2 League.

## Trayectoria

### Clubes
| Club              | País  | Año         |
| ----------------- | ----- | ----------- |
| Shonan Bellmare   | Japón | 2012 - 2016 |
| Vissel Kobe       | Japón | 2017 - 2018 |
| Montedio Yamagata | Japón | 2019 - 2021 |
| JEF United Chiba  | Japón | 2021 -      |

## Estadística de carrera

### J. League
| Club            | Año   | J. League | J. League | Copa J. League | Copa J. League | Total | Total |
| Club            | Año   | Part.     | Goles     | Part.          | Goles          | Part. | Goles |
| --------------- | ----- | --------- | --------- | -------------- | -------------- | ----- | ----- |
| Shonan Bellmare | 2012  | 18        | 5         | -              | -              | 18    | 5     |
| Shonan Bellmare | 2013  | 14        | 0         | 3              | 1              | 17    | 1     |
| Shonan Bellmare | 2014  | 15        | 4         | -              | -              | 15    | 4     |
| Shonan Bellmare | 2015  | 32        | 4         | 3              | 0              | 35    | 4     |
| Shonan Bellmare | 2016  | 27        | 2         | 4              | 1              | 31    | 3     |
| Vissel Kobe     | 2017  | 14        | 1         | 1              | 1              | 15    | 2     |
| Total           | Total | 120       | 16        | 11             | 3              | 131   | 19    |